# Hanami
Hanami (jap. 花見; dosł. „oglądanie kwiatów”) – tradycyjny japoński zwyczaj podziwiania urody kwiatów, w szczególności kwiatów ozdobnych wiśni piłkowanych (Cerasus serrulata) (jap. 桜 lub 櫻, sakura). Hanami praktykowane jest od kilkuset lat i cieszy się w Japonii ogromną popularnością. Kwitnienie wiśni trwa od jednego do dwóch tygodni, zazwyczaj w marcu lub kwietniu, jest relacjonowane przez media i wyczekiwane przez większość Japończyków.

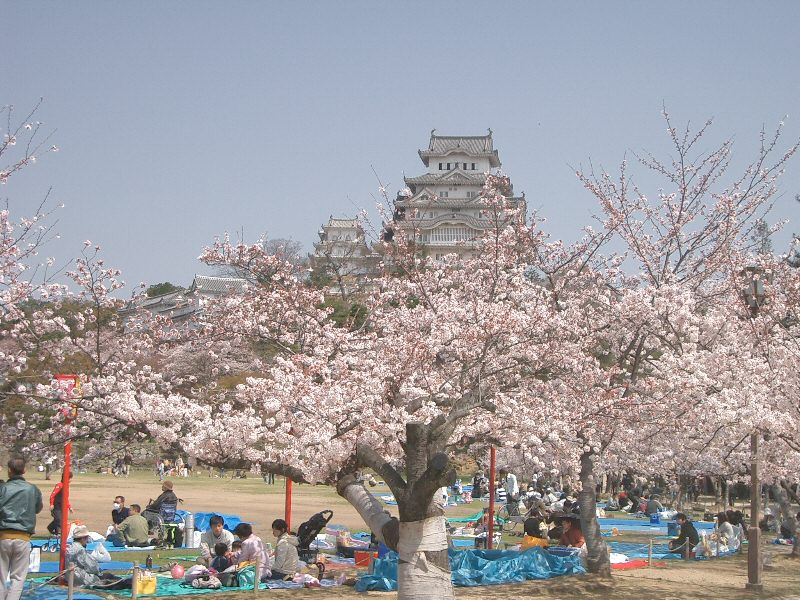
Hanami u stóp zamku Himeji

Pełnia kwitnienia (jap. 満開, mankai) następuje zazwyczaj tydzień po otwarciu pierwszych kwiatów (開花, kaika). Po kolejnym tygodniu drzewa zaczynają powoli przekwitać. W Japonii funkcjonuje również wcześniejsza, bardziej starożytna forma hanami, popularna wśród starszych osób, w której obiektem podziwu są kwiaty moreli japońskiej, zwanej też śliwą japońską (jap. 梅, ume). Ceremonie te mają spokojniejszy charakter niż często hałaśliwe i zatłoczone imprezy pory kwitnienia wiśni.
Do słowa hanami dodaje się często przedrostek honoryfikatywny o-, co tworzy słowo o-hanami (お花見).

## Historia

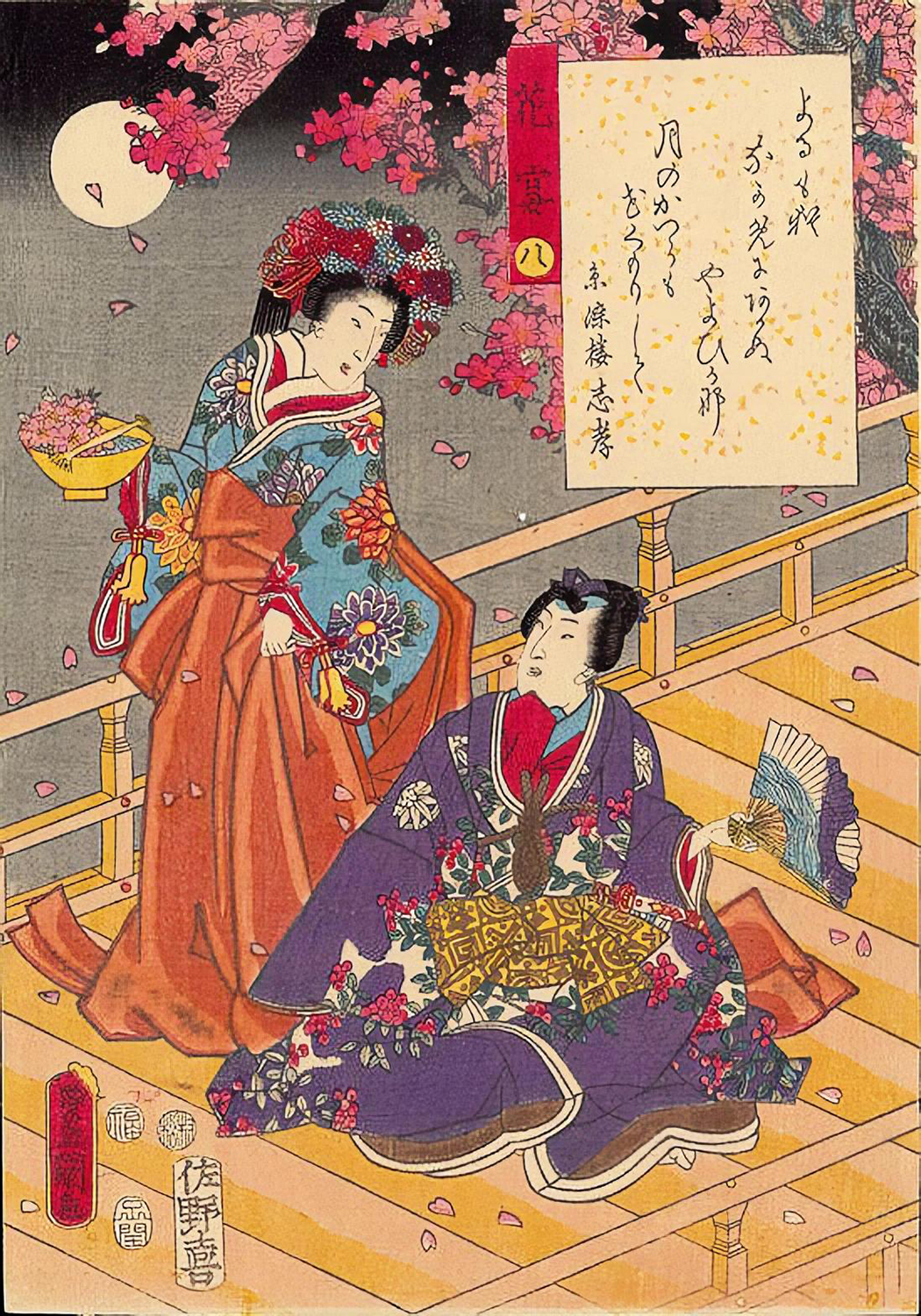
Ilustracja ukiyo-e do Genji monogatari, autorstwa Kunisady (1852)

Zwyczaj hanami liczy sobie kilkaset lat. Najstarsze jego formy pojawiły się w okresie Nara (710-784), a jego źródeł można się doszukiwać w dworskim zwyczaju hana no en (花宴, dosł. „uczta kwiatowa”), powstałym pod wpływem dworskiej kultury Chin okresu dynastii Tang, oraz w istniejącej przynajmniej od VIII w. religijnej ceremonii oddawania czci bóstwom rezydującym w drzewach sakury. Rozróżnienie między dworskim zwyczajem a ceremonią religijną pojawia się jeszcze w XIV w., a wspomina o nim Kenkō Yoshida w swoich Zapiskach dla zabicia czasu, powstałych w latach 1330-1331.
Początkowo obiektem podziwu był kwiat moreli japońskiej (Prunus mume). W okresie Heian (794-1185) większą popularność zaczęły zdobywać kwiaty wiśni (sakury). Zwyczaj ten został spopularyzowany przez cesarza Sagę (嵯峨天皇 Saga-tennō, 786-842), który pod kwitnącymi drzewami wiśni w cesarskiej siedzibie w Kioto wydawał przyjęcia połączone z oglądaniem kwiatów i piciem sake. Uważa się, że w ten sposób zapoczątkował praktykowanie hanami w postaci zbliżonej do dzisiejszej. Również w okresie Heian pojawiła się poezja opisująca urodę delikatnych kwiatów, które były postrzegane jako metafora samego życia – krótkotrwałe piękno; uznawanie życia za coś tymczasowego było i jest bardzo popularne w kulturze japońskiej. Do dzisiaj kwiaty wiśni są jednym z kulturowych symboli Japonii.
| | 世の中にたえて櫻のなかりせば 春の心はのどけからまし Gdyby na tym świecie nie było wcale kwiatów wiśni, Jakże spokojne byłyby nasze serca na wiosnę. |
| Ariwara no Narihira (825-880) wiersz zaczerpnięty z „Ise monogatari” (rozdz. 82), zamieszczony także w antologii „Kokinshū” (nr 53) | |

Hanami wywodzi się również z obrzędu mającego na celu wywróżenie zbiorów i otwierającego porę sadzenia ryżu. Jego uczestnicy składali ofiary u korzeni drzewa, a po ceremonii brali udział w przyjęciu; wierzono, że wraz z pojawieniem się kwiatów wiśni, w drzewo wstępuje Sagami, górskie bóstwo, oznajmiające rozpoczęcie sadzenia ryżu.
Genji monogatari, japońska powieść powstała w XI w. (szczyt okresu Heian), była pierwszym utworem literackim, w którym pojawiło się określenie „podziwiania kwiatów wiśni” (rozdział 8, 花宴, Hana no En, „Pod kwiatami wiśni”). W późniejszej poezji tanka i haiku „kwiaty” zawsze oznaczały „kwiaty wiśni”, a terminy hanami i hana no en (dosł. „kwiatowa uczta”) używane były wyłącznie w odniesieniu do „oglądania kwiatów wiśni”. Początkowo zwyczaj hanami praktykowany był jedynie na cesarskim dworze, jednak w okresie Azuchi-Momoyama (1568-1600) rozpowszechnił się także wśród samurajów. Hideyoshi Toyotomi (1536-1598) wydawał wielkie przyjęcia hanami w Yoshino i Daigo, co znacznie przyczyniło się do popularności tego zwyczaju w Japonii. Niedługo później wśród chłopstwa pojawił się zwyczaj odwiedzania pobliskich gór i spożywania obiadów pod kwitnącymi tam wiśniami, określany mianem „wiosennej wycieczki w góry”. Połączył się on ze zwyczajem praktykowanym wśród szlachty, dając początek współczesnej, „miejskiej” wersji hanami. W okresie Edo (1600-1867) hanami rozpowszechniło się w całym społeczeństwie japońskim, po części dzięki siogunowi Yoshimune Tokugawie, który dla rozwoju handlu stworzył wiśniowe sady na przedmieściach Edo.

## Obecnie

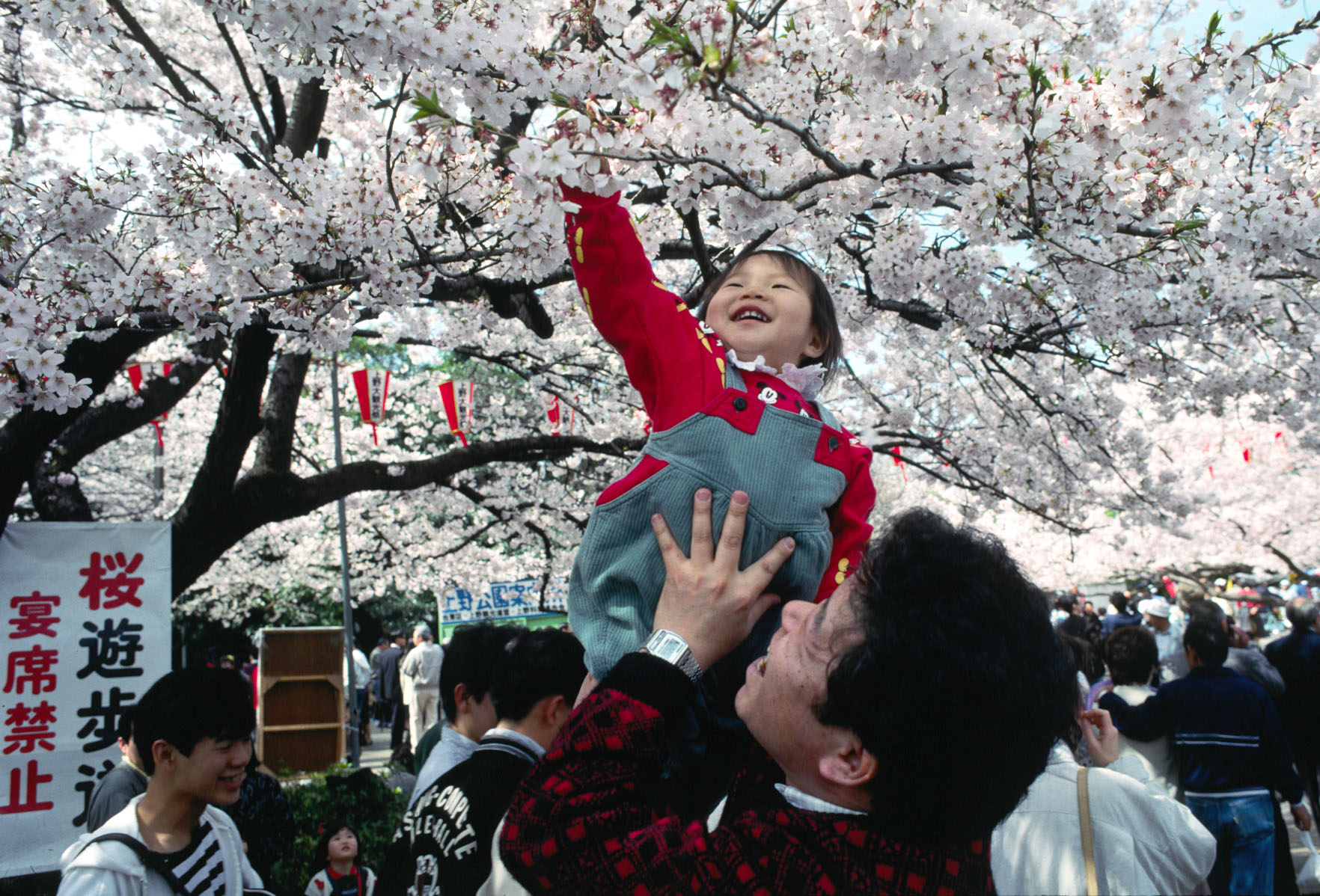
Hanami w parku Ueno w Tokio

W Japonii tradycja hanami jest nieustająco żywa. W okresie kwitnienia wiśni tysiące ludzi zapełniają parki, bawiąc się pod ukwieconymi drzewami, przy czym niekiedy zabawa przeciąga się do późnych godzin nocnych. Dla ponad połowy terytorium Japonii dzień kwitnięcia wiśni zbiega się z początkiem roku szkolnego oraz roku podatkowego, w związku z czym uroczystości otwarcia często rozpoczynają się od hanami. Najlepsze miejsca w parkach zajmowane są na kilka godzin, a niekiedy nawet na kilka dni przed samym wydarzeniem. W miastach takich jak Tokio popularne są nocne zabawy pod drzewami wiśni (yozakura, 夜桜, dosł. „nocna sakura”), niekiedy, jak np. w tokijskim parku Ueno, przy świetle papierowych lampionów.

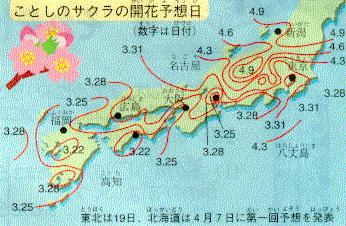
Prognoza hanami na 2006 r., z przewidywanymi datami kwitnienia (cyfry oznaczają daty, np. „3.22” oznacza 22 marca); na ilustracji widoczne jest przesuwanie się „frontu sakury” z południa na północ

Prognoza kwitnienia (桜前線, sakura-zensen, dosł. „front sakury”) ogłaszana jest co roku przez Japońską Agencję Meteorologiczną i z uwagą śledzona przez osoby planujące udział w hanami. Pierwsze wiśnie kwitną na subtropikalnej wyspie Okinawa, zaś na wysuniętej najbardziej na północ wyspie Hokkaido pojawiają się one dużo później. W większości wielkich miast, jak Tokio, Kioto czy Osaka, pora kwitnienia wiśni przypada na przełom marca i kwietnia. Tak telewizja, jak i gazety uważnie śledzą „front sakury”, w miarę jak przesuwa się on z południa na północ.
Świętowanie hanami wiąże się ze spożywaniem tradycyjnych japońskich potraw takich jak dango (kulki ryżowe), powszechnie pije się też sake i piwo. Japońskie przysłowie „lepsze dango od kwiatów” (花より団子, hana yori dango) odnosi się do osób, które wolą ucztować niż podziwiać wiśnie. Inne popularne powiedzenie związane z hanami – „Ciała zmarłych pochowane są pod drzewami wiśni!” (jap. 桜の樹の下には屍体が埋まっている！ Sakura no ki no shita ni wa shitai ga umatte iru!) – pochodzi z pierwszej linijki opowiadania z 1925 roku pt. „Pod drzewami wiśni”, napisanego przez autora o nazwisku Motojirō Kajii.

### Najpopularniejsze miejsca
- w Tokio: park Ueno, Shinjuku Gyoen, Chidorigafuchi, park Sumida, cmentarz Aoyama, Koishikawa Kōrakuen, Inokashira

- w Jokohamie: park Kamon’yama, Sankeien

- w Kioto: Maruyama, świątynia Heian, Arashiyama, Kamogawa, świątynia Daigoji, góra Orashi

- w Osace: park wokół Mennicy Japońskiej, park przy zamku Osaka

- w Nagoi: park Tsurumai[15]

## Poza Japonią
W 1912 r. Japonia podarowała Stanom Zjednoczonym 3000 drzew wiśniowych w dowód przyjaźni pomiędzy obu krajami. Drzewa te, wraz z kolejnymi 3800 w 1965 r., posadzone zostały w Waszyngtonie, gdzie co roku odbywa się Narodowy Festiwal Kwiatów Wiśni (ang. National Cherry Blossom Festival).
Do zwyczaju hanami nawiązuje tak tytułem, jak i treścią niemiecki film z 2008 r. Hanami – Kwiat wiśni w reżyserii Doris Dörrie, nagrodzony przez Niemiecką Akademię Filmową.

## Galeria

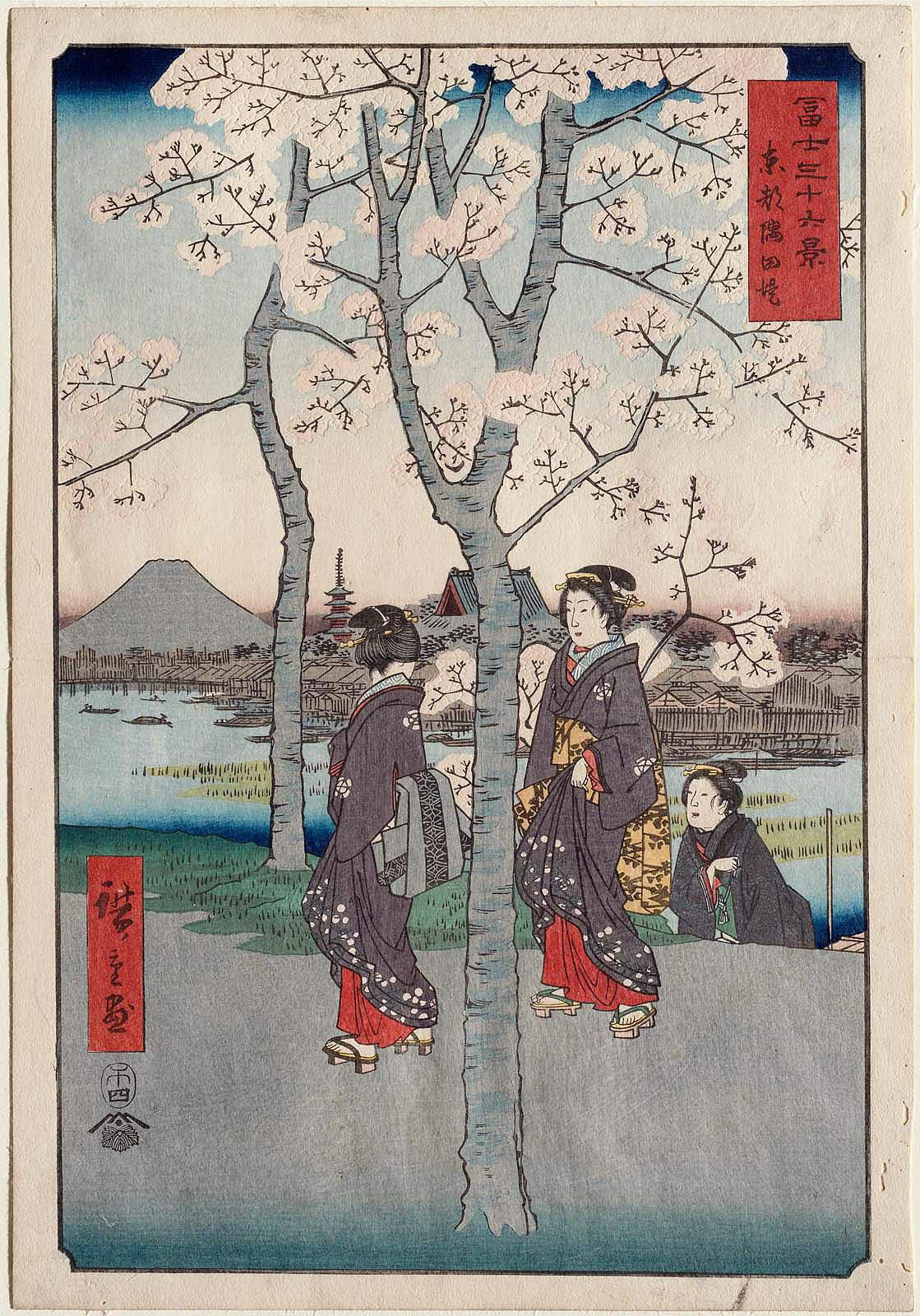
Ilustracja ukiyo-e przedstawiająca hanami autorstwa Hiroshige Andō, 1832
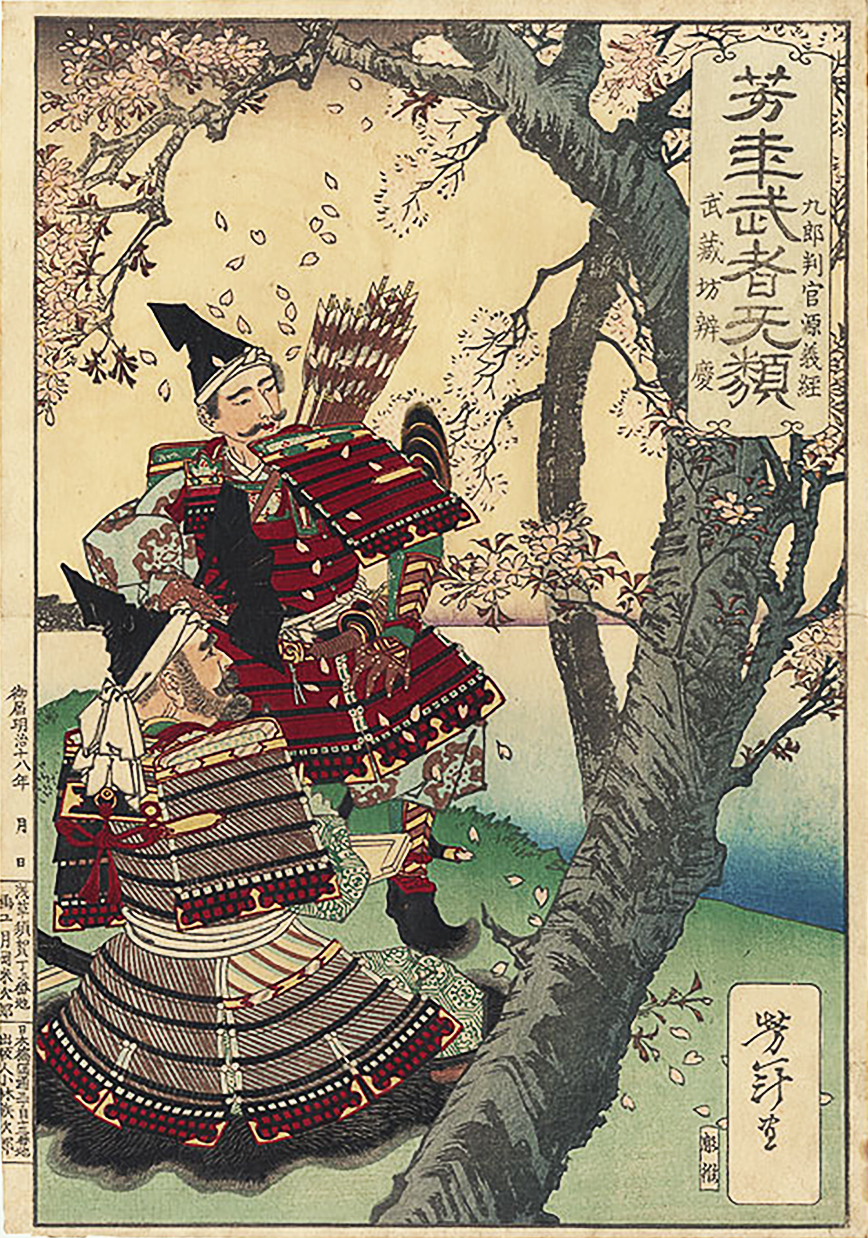
Yoshitsune i Benkei oglądają kwiaty wiśni, obraz autorstwa Yoshitoshi Tsukioka, 1885
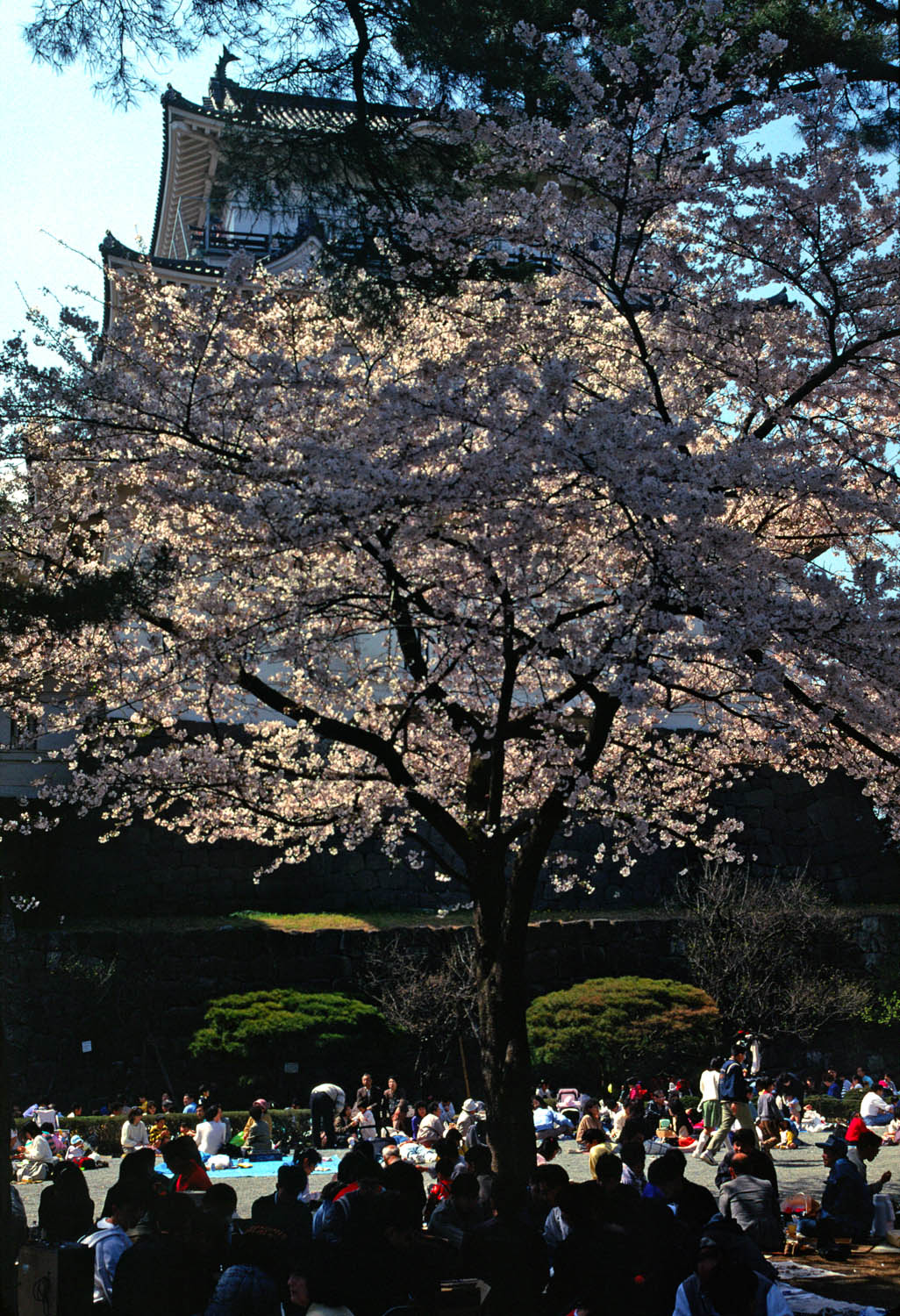
Hanami na zamku Odawara
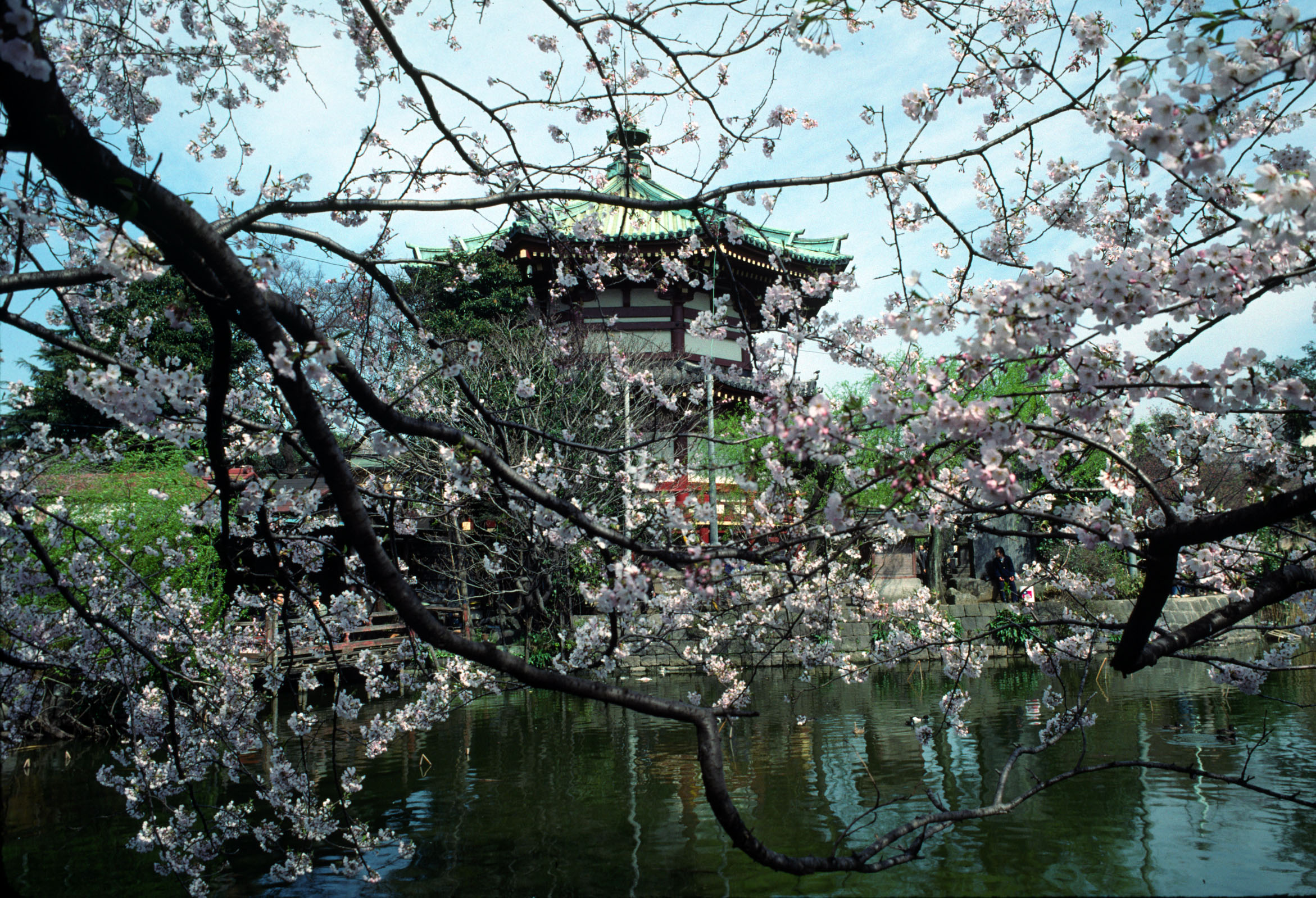
Sakura w parku Ueno, Tokio
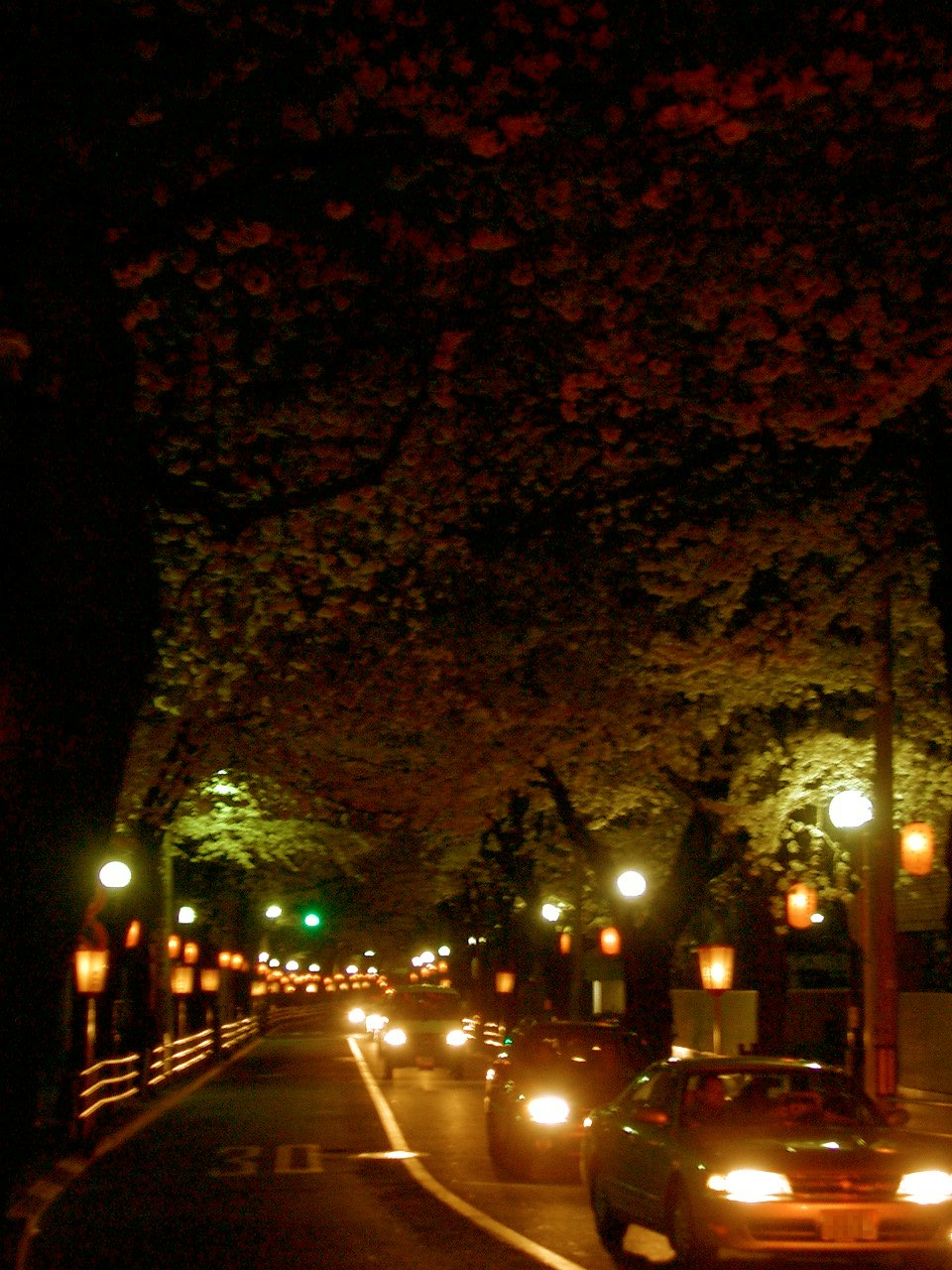
Aleja Sakury w Fuchū
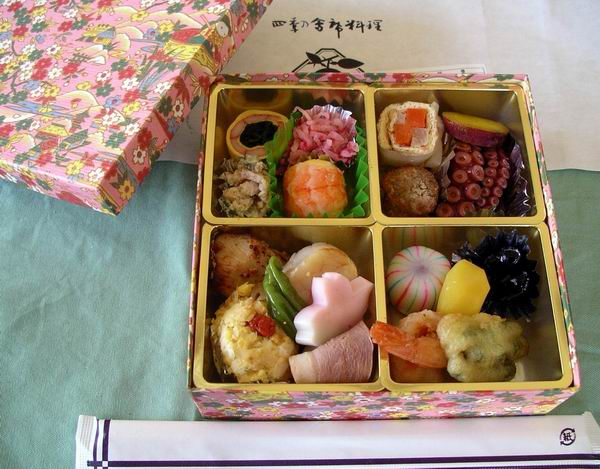
Tradycyjne bentō przygotowane na hanami
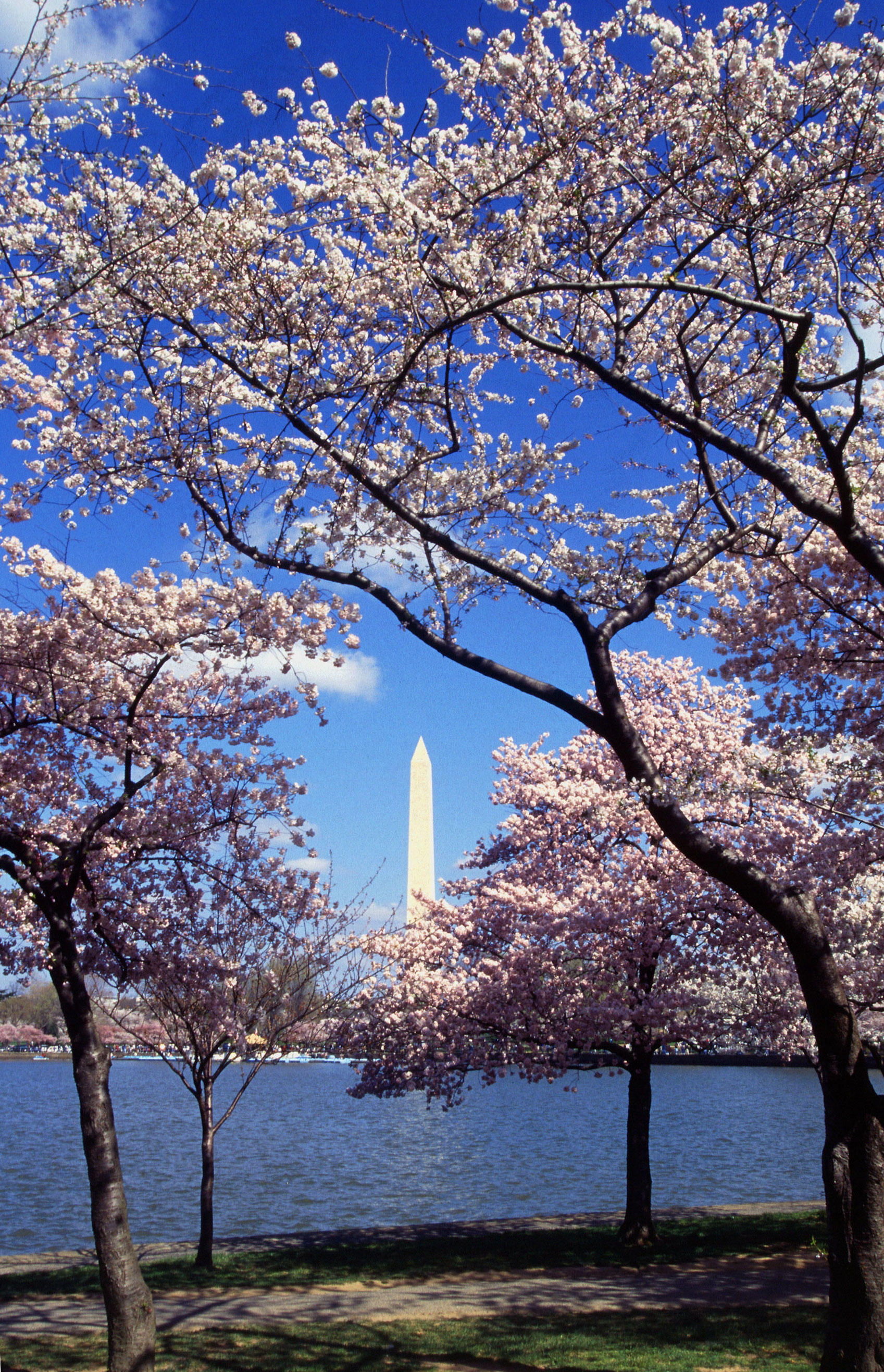
Drzewa sakury w Waszyngtonie
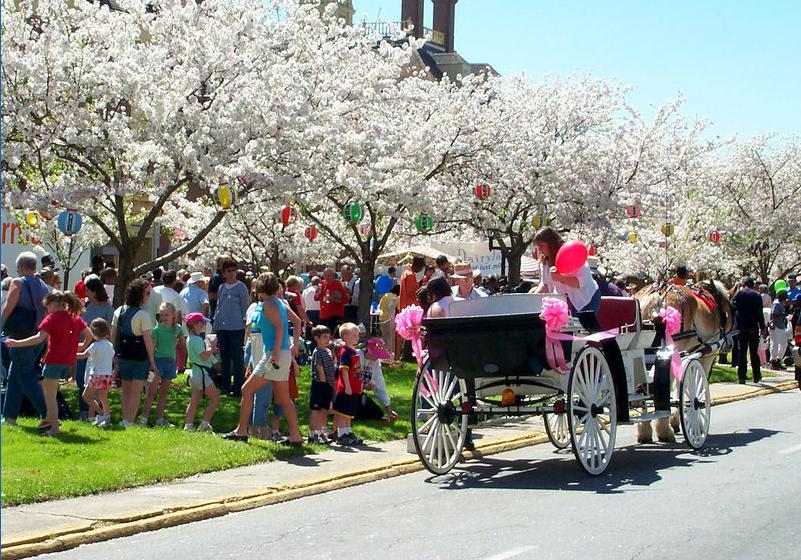
Festiwal sakury w Georgii, USA